# Dipterocarpus globosus
Dipterocarpus globosus là một loài thực vật có hoa trong họ Dầu. Loài này được Vesque mô tả khoa học đầu tiên năm 1874.